# Филип Филипов (режисьор)
Вижте пояснителната страница за други личности с името Филип Филипов.
Филип Кирилов Йорданов с псевдоним Филип Филипов е български театрален режисьор, педагог и обществен деец.

## Биография
Роден в гр. Варна на 24 юли 1914 г. През 1934 г. постъпва в театър Т-35, а през 1935 г. – в Театър-студия на Боян Дановски. От 1935 до 1936 е артист в Реалистичния театър. През 1942 г. е приет в школата на Народния театър, ученик на Н. О. Масалитинов. Ръководител на Театър-студио „Фронтовак“. От 1946 г. е доброволен стажант-режисьор в Народния театър. На 6 май 1947 г. е премиерата на първата му постановка „Вълци и овце“ от А. Н. Островски.
През 1948 г. става доцент във ВИТИЗ „Кр. Сарафов“. Става лауреат на Димитровска награда за спектаклите „Великата сила“, „Майка на своите деца“ и „Почивка в Арко Ирис“. През 1950 г. става професор. През 1957 г. е назначен за директор и художествен ръководител на Народния театър „Иван Вазов“. През 1963 г. получава званието „Народен артист“.
На 28 февруари 1967 г. е премиерата на постановката му „Имат думата аристократите“, с която се открива Нов драматичен театър „Сълза и смях“, на който е основател и пръв художествен ръководител. Генерален директор на „Българска кинематография“ и заместник-председател на Комитета за култура (1967 – 1968). Председател на Българския център на Международния театрален институт („ITI“) до 2 август 1983 г., когато умира.
Дългогодишен преподавател във ВИТИЗ „Кръстьо Сарафов“ на няколко поколения актьори и режисьори. Сред учениците му са Енчо Халачев, Крикор Азарян, Красимир Спасов, Георги Георгиев – Гец, Никола Анастасов, Георги Русев, Виолета Бахчеванова, Васил Стойчев, Вълчо Камарашев, Иван Самоковлиев, Антон Радичев, Йордан Биков и др.
През периода от 1964 до 1966 г. е председател на Българската федерация по шахмат. Член е на Националния съвет на ОФ.
Герой на социалистическия труд, 3 пъти лауреат на Димитровска награда и награждаван с орден „Георги Димитров“. Почетен гражданин на гр. Кърджали.

## Избрани постановки
- „Вълци и Овце“, 1947 (от А. Н. Островски);
- „Дванайсета нощ“ 1948 (от У. Шекспир);
- „В навечерието“ 1952 (по И. Тургенев);
- „Майка на своите деца“ 1956 (от А. Афиногенов);
- „Херцогинята на Падуа“ 1957 (от О. Уайлд);
- „И най-мъдрият си е малко прост“ 1961 (от А. Н. Островски);
- „Пътникът без багаж“ 1965 (от Ж. Ануи);
- „Почивка в Арко Ирис“ 1970 (от Д. Димов);
- „Деца на слънцето“ 1975 (от М. Горки);
- „Протокол на едно заседание“ 1976 (от Ал. Гелман);
- „Майор Барбаба“ 1980 (от Б. Шоу);
- „Под игото“ 1981 (от Ив. Вазов).